# Informatie

Het communicatiemodel van Shannon en Weaver met zender, boodschap, ontvanger

Informatie, van Latijn informare vormgeven, vormen, instrueren, ook wel afgekort tot info, zijn alle gegevens die kennis toevoegen en zo onwetendheid, onzekerheid of onbepaaldheid verminderen. Het woord voorlichting wordt ook gebruikt voor het verstrekken van informatie.
De meest krachtige definitie van informatie is: "Informatie zijn alléén die gegevens die nieuwswaarde bevatten voor de ontvanger."
Kenmerkend aan informatie is dat het interpreteerbaar is. Interpreteren en integreren van informatie resulteert in kennis.
Iedere hoeveelheid informatie, ieder bericht, dat met een bepaald doel wordt overgedragen is een 'boodschap' en bevat gegevens en metadata. Informatie wordt als boodschap overgedragen via communicatie van zender naar ontvanger. In het geval van tweerichtingsverkeer is er sprake van interactieve communicatie. Zonder dat de betekenis kan worden geïnterpreteerd, bijvoorbeeld omdat de taal of de symbolen onbekend zijn, kan de informatie niet volledig worden overbracht. Informatie is dus altijd subjectief en afhankelijk van de kennis betreffende de boodschap van zender en ontvanger.
Sommige informatie is op een bepaalde doelgroep gericht, zoals jeugdinformatie voor de jeugd.

## Geschiedenis
Claude Shannon publiceerde met Warren Weaver in 1948 een artikel, waarin zij een formeel communicatiemodel beschreven, dat behalve op de communicatiewetenschap van invloed is geweest op de wiskunde, in het bijzonder op de coderingstheorie. Zij legden met hun publicatie de grondslag voor de informatietheorie. De informatiekunde heeft zich sindsdien sterk ontwikkeld. Dat is het interdisciplinaire vakgebied dat zich op de wisselwerking richt van de informatie en communicatie en de invloed hierbij van de informatietechnologie.

## Organisatorische informatie
Er komen binnen een organisatie verschillende soorten informatie voor.
- Interne informatie: informatie die niet in het openbaar komt. Bijvoorbeeld geclassificeerde informatie, zoals concurrentiegevoelige informatie, bijvoorbeeld over producten, en privacygevoelige informatie zoals salarisgegevens, adresgegevens van klanten. De Algemene verordening gegevensbescherming is van toepassing op het gegevensbeheer over personen.
- Externe informatie: informatie die in openbare bronnen, dus publiek beschikbaar is, al of niet tegen betaling. Deze is te vinden in tijdschriften, boeken, beurzen, marktonderzoeksrapporten, websites, kranten, overheidspublicaties, jaarverslagen, enzovoort.
- Strategische informatie: informatie om doelstellingen van de organisatie en grote investeringen te verantwoorden. Dit wordt vaak eenmalig verzameld en uitgegeven in de vorm van een rapport. Deze informatie verschaft de directie of het bestuur van de organisatie inzicht in de realisatie van veranderingen op de lange termijn. Als voorbeeld kan de verandering dienen op welke manier met de klanten wordt gecommuniceerd, van fysiek of telefonisch contact naar online contact, in de loop van komende drie jaar. Door inzicht in deze informatie kan het bestuur mensen, middelen en processen optimaal afstemmen op de realisatie van de gestelde langetermijndoelen.
- Tactische informatie: intern gerichte informatie op de middellange termijn. Deze informatie laat zien of primaire processen goed verlopen in een organisatie, bijvoorbeeld in de vorm van een week-, maand- of kwartaalrapportage. Deze informatie geeft er inzicht in dat de gestelde doelen zijn of worden gerealiseerd. Een voorbeeld is informatie met betrekking tot de gemiddelde tijd die het heeft geduurd voordat een per mail binnengekomen vraag van een klant is beantwoord. Het is met deze informatie processen op de middellange termijn te optimaliseren.
- Operationele informatie: informatie om de operationele processen, dus het dagelijkse werk, in de organisatie mogelijk te maken. Dit is vastgelegd in bedrijfsroutines en handboeken, maar ook bijvoorbeeld in de voorraadadministratie en uit te voeren bestellingen.

## Modaliteiten voor informatieoverdracht
Eisen gesteld aan de zorgvuldigheid van de informatie om de ontvanger behoorlijk en naar behoren te informeren kunnen het volgende betreffen. Het naleven van deze regels voorkomt de verspreiding van desinformatie.
IntegriteitDit betreft de betrouwbaarheid van de informatie. Een correcte overdracht houdt in dat informatie niet door bijvoorbeeld een subjectief oordeel wordt vertekend.
KwaliteitKwalitatieve informatie sluit aan op de eisen van de ontvanger, of betreft informatie die niet-kwantitatief is.
KwantiteitDit is de hoeveelheid van de informatie, of betreft informatie omtrent hoeveelheden.
TijdigheidBij het verstrekken van tijdgebonden informatie dient de factor tijd in de gaten te worden gehouden. Daarbij telt ook hoe lang het duurt voordat informatie bij de ontvanger aan komt en hoeveel tijd deze er voor nodig heeft om de informatie te kunnen verwerken.
VolledigheidBij het verstrekken van volledige informatie kan er gelet worden op verschillende invalshoeken op het onderwerp.
ActualiteitBij het verstrekken van actuele informatie dient deze niet op achterhaalde gegevens te berusten.
ControleerbaarheidHet is de bedoeling bij informatie die moet kunnen worden gecontroleerd duidelijk zijn welke bronnen er zijn gebruikt en hoe deze zijn te raadplegen.
Mate van detail en overzichtBij verstrekken van overzichtelijke informatie is de opbouw van belang. Te veel details kunnen kunnen de boodschap doen ondersneeuwen, dan geldt het adagium 'schrijven is schrappen'.
HelderheidZakelijke informatie dient meestal kort en krachtig te zijn, zonder onnodige verfraaiing.
RelevantieRelevante informatie moet beantwoorden aan de vraag van de ontvanger.

### Inhouds- en betrekkingsniveau
Er is binnen iedere verzonden boodschap verschil tussen de inhoudelijke gegevens en de metadata. Met de metadata wordt bijvoorbeeld verklaard hoe een boodschap kan worden geïnterpreteerd of hoe de verhoudingen liggen tussen de zender en ontvanger.
Vaak wordt, al dan niet bewust, tegelijkertijd een inhoudelijke als beschrijvende boodschap gegeven, zowel fysiek als verbaal. Zo kan met een persoonlijke aanval, bijvoorbeeld een argumentum ad hominem, de ontvanger van het eigenlijke onderwerp worden afgeleid.

## Kanalen

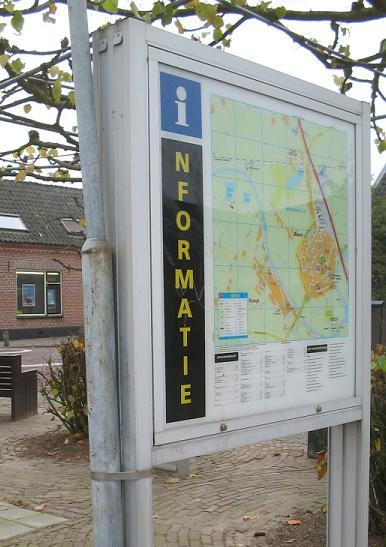
Informatiebord met straatnamen

Informatie kan op verschillende manieren worden overgebracht. Het medium waarvan gebruik wordt gemaakt bij het overbrengen van de boodschap wordt het kanaal genoemd. Sommige kanalen zijn voor communicatie in een richting bedoeld, zoals een informatiebord, en andere voor interactieve communicatie, zoals de telefoon. Communicatie of informatieoverdracht speelt in de eerste plaats tussen mensen, maar in feite is de hele levende wereld ervan afhankelijk.
We onderscheiden:
- zintuiglijke kanalen, zoals zien, horen, voelen, ruiken en proeven. Mensen hebben om te proeven vijf soorten smaakreceptoren.
- mechanische kanalen, zoals een pen en papier, typemachine, verkeersbord
- elektronische kanalen
  - via analoge gegevensdrager, zoals radio, televisie, telefoon
  - via digitale gegevensdrager, zoals computer, smartphone, rijstrooksignalering

NB: De eenheid van digitale informatie, van gegevens is bit.
- telepathische kanalen en buitenzintuiglijke waarneming, ook wel het 'zesde zintuig'. Het bestaan hiervan is niet wetenschappelijk bewezen.

Als iemand niets zegt, kan hij toch door middel van lichaamstaal communiceren. Alleen iemands aanwezigheid, zijn zwijgen of zijn uitblijvend antwoord kunnen een boodschap afgeven.

## Begripsverwarring
Informatie wordt vaak verward met de begrippen gegevens, of synoniem daarmee data, en kennis.
- Gegevens, of data, zijn feiten of symbolen en worden pas informatie als ze betekenis, praktisch nut of relevante nieuwswaarde hebben voor de ontvanger. Een andere definitie stelt dat de mate waarin onzekerheid wordt opgeheven, een maat voor de hoeveelheid informatie is.
- Kennis is een product dat wordt bepaald door de informatie, ervaring, vaardigheden en attitude waarover een persoon beschikt. Machines, zoals computers en faxapparaten, begrijpen informatie niet zoals een mens, zij verwerken de gegevens alleen.

Een voorbeeld van het onderscheid tussen informatie en gegevens is uit te leggen aan de hand van een telefoonboek. De telefoonnummers uit het telefoonboek zijn harde gegevens die verwerkt kunnen worden. Men kan de telefoonnummers oplopend sorteren op abonneenummer, de gegevens sorteren op achternaam, of een selectie maken van alle nummers met een bepaald netnummer. Als iemand het telefoonnummer van een bepaald persoon in het telefoonboek zoekt om diegene te kunnen bellen, dan is dat ene nummer de informatie. Men weet, dat al is een vorm van kennis, dat men de telefoon moet pakken, om vervolgens het nummer te kunnen draaien of toetsen. Men weet dat in sommige gevallen het landnummer of zelfs het netnummer kan worden weggelaten. Deze kennis is noodzakelijk om de informatie op de juiste manier te gebruiken. Zonder die kennis is het telefoonnummer niet meer dan een gegeven — en zou het in sommige gevallen zelfs als ruis kunnen worden ervaren.
In welke mate de informatie die overgebracht wordt aankomt bij de ontvanger is afhankelijk van verschillende factoren. Factoren die maken dat de informatie anders opgevat kan worden door de ontvanger van de boodschap wordt 'ruis' genoemd.